# A Day Without Rain
A Day Without Rain là album phòng thu thứ năm của ca sĩ kiêm sáng tác nhạc người Ireland Enya, phát hành ngày 20 tháng 11 năm 2000 bởi WEA và Reprise Records. Sau khi kết thúc quá trình quảng bá cho hai album tổng hợp Paint the Sky with Stars (1997) và A Box of Dreams (1998), Enya bắt đầu thực hiện đĩa nhạc mới vào giữa năm 1998 với những cộng sự lâu năm của cô như nhà sản xuất Nicky Ryan và vợ ông, nhà viết lời Roma Ryan. Được ra mắt sau 5 năm kể từ album phòng thu trước The Memory of Trees (1995), A Day Without Rain đánh dấu sự thay đổi đáng kể về mặt âm nhạc khi kết hợp dàn dây trong những bài hát, khác với khuynh hướng sử dụng đàn phím ở thời kì đầu sự nghiệp của nữ ca sĩ, và giọng hát của cô cũng áp dụng kỹ thuật chồng nhiều lớp giọng nhưng tiết chế hơn. Album được thu âm hoàn toàn tại Ireland với phong cách âm nhạc new-age, trong đó nội dung ca từ đề cập đến những chủ đề về tình yêu, niềm hạnh phúc và nhìn lại quá khứ theo hướng tích cực.
Sau khi phát hành, A Day Without Rain nhận được những phản ứng trái chiều từ các nhà phê bình âm nhạc, trong đó họ đánh giá cao việc hạn chế sử dụng hiệu ứng nhiều lớp trong giọng hát của Enya, nhưng cũng vấp phải một số chỉ trích cho rằng đĩa nhạc quá giống với những album trước của cô. Tuy nhiên, đĩa nhạc đã giúp nữ ca sĩ chiến thắng giải Grammy cho Album new age xuất sắc nhất tại lễ trao giải thường niên lần thứ 44. A Day Without Rain cũng gặt hái những thành công lớn về mặt thương mại khi đứng đầu các bảng xếp hạng tại Áo và Đức, đồng thời lọt vào top 10 ở hầu hết những thị trường khác, bao gồm vươn đến top 5 ở Úc, Canada, Đan Mạch, Hà Lan, Nhật Bản, New Zealand, Tây Ban Nha, Thụy Điển và Thụy Sĩ. Đĩa nhạc đạt vị trí thứ hai trên bảng xếp hạng Billboard 200, trở thành album đạt thứ hạng cao nhất của nữ ca sĩ tại Hoa Kỳ. Ngoài ra, album còn thống trị bảng xếp hạng Billboard New Age Albums trong 93 tuần, và được chứng nhận bảy đĩa Bạch kim bởi Hiệp hội Công nghiệp Ghi âm Hoa Kỳ (RIAA).
Hai đĩa đơn đã được phát hành từ A Day Without Rain. Đĩa đơn mở đường "Only Time" trở thành bài hát trứ danh trong sự nghiệp của Enya khi đạt ngôi vị quán quân ở một số quốc gia như Canada, Đức, Ba Lan và Thụy Sĩ, cũng như là đĩa đơn duy nhất của cô lọt vào top 10 trên bảng xếp hạng Billboard Hot 100 tại Hoa Kỳ, sau khi được nhiều đài phát thanh và truyền hình sử dụng để lồng ghép trong những bản tin về vụ tấn công 11 tháng 9 và hậu quả liên quan. Tuy nhiên, đĩa đơn còn lại "Wild Child" chỉ đạt được những thành tích hạn chế. Để quảng bá album, nữ ca sĩ xuất hiện và trình diễn trên nhiều chương trình truyền hình và lễ trao giải lớn, bao gồm Larry King Live, Children in Need, The View, Live! with Regis and Kelly, The Tonight Show with Jay Leno và giải thưởng Âm nhạc Thế giới năm 2001. Tính đến nay, A Day Without Rain đã bán được hơn 16 triệu bản trên toàn cầu, trở thành album bán chạy nhất trong sự nghiệp của Enya và là một trong những album của nghệ sĩ nữ bán chạy nhất lịch sử.

## Danh sách bài hát
Tất cả những bài hát do Enya sáng tác, trong khi phần lời bài hát được chắp bút bởi Roma Ryan ngoại trừ "Deora Ar Mo Chroí" được Enya chuyển thể sang tiếng Ireland từ bài thơ bằng tiếng Anh của Roma Ryan. Tất cả những bài hát do Nicky Ryan sản xuất.
| A Day Without Rain – Phiên bản tiêu chuẩn | A Day Without Rain – Phiên bản tiêu chuẩn | A Day Without Rain – Phiên bản tiêu chuẩn |
| STT                                       | Nhan đề                                   | Thời lượng                                |
| ----------------------------------------- | ----------------------------------------- | ----------------------------------------- |
| 1.                                        | "A Day Without Rain"                      | 2:36                                      |
| 2.                                        | "Wild Child"                              | 3:47                                      |
| 3.                                        | "Only Time"                               | 3:38                                      |
| 4.                                        | "Tempus Vernum"                           | 2:24                                      |
| 5.                                        | "Deora Ar Mo Chroí"                       | 2:48                                      |
| 6.                                        | "Flora's Secret"                          | 4:07                                      |
| 7.                                        | "Fallen Embers"                           | 2:28                                      |
| 8.                                        | "Silver Inches"                           | 1:37                                      |
| 9.                                        | "Pilgrim"                                 | 3:12                                      |
| 10.                                       | "One by One"                              | 3:56                                      |
| 11.                                       | "The First of Autumn"                     | 3:08                                      |
| 12.                                       | "Lazy Days"                               | 3:43                                      |
| Tổng thời lượng:                          | Tổng thời lượng:                          | 37:30                                     |

| A Day Without Rain – Phiên bản tại Hoa Kỳ | A Day Without Rain – Phiên bản tại Hoa Kỳ | A Day Without Rain – Phiên bản tại Hoa Kỳ |
| STT                                       | Nhan đề                                   | Thời lượng                                |
| ----------------------------------------- | ----------------------------------------- | ----------------------------------------- |
| 11.                                       | "Lazy Days"                               | 3:43                                      |

| A Day Without Rain – Phiên bản tại Nhật Bản | A Day Without Rain – Phiên bản tại Nhật Bản | A Day Without Rain – Phiên bản tại Nhật Bản |
| STT                                         | Nhan đề                                     | Thời lượng                                  |
| ------------------------------------------- | ------------------------------------------- | ------------------------------------------- |
| 11.                                         | "Isobella"                                  | 4:29                                        |
| 12.                                         | "Lazy Days"                                 | 3:43                                        |

## Xếp hạng
| Bảng xếp hạng (2000–02)                  | Vị trí cao nhất |
| ---------------------------------------- | --------------- |
| Album Argentina (CAPIF)                  | 6               |
| Album Úc (ARIA)                          | 4               |
| Album Áo (Ö3 Austria)                    | 1               |
| Album Bỉ (Ultratop Vlaanderen)           | 9               |
| Album Bỉ (Ultratop Wallonie)             | 5               |
| Album Canada (Billboard)                 | 4               |
| Album Colombia (ASINCOL)                 | 7               |
| Album Cộng hòa Séc (ČNS IFPI)            | 2               |
| Album Đan Mạch (Hitlisten)               | 5               |
| Album Hà Lan (Album Top 100)             | 2               |
| Album Châu Âu (Music & Media)            | 2               |
| Album Phần Lan (Suomen virallinen lista) | 29              |
| Album Pháp (SNEP)                        | 33              |
| Album Đức (Offizielle Top 100)           | 1               |
| Album Hy Lạp (IFPI Greece)               | 3               |
| Album Hungaria (MAHASZ)                  | 15              |
| Album Ireland (IRMA)                     | 7               |
| Album Ý (FIMI)                           | 4               |
| Album Nhật Bản (Oricon)                  | 15              |
| Album New Zealand (RMNZ)                 | 5               |
| Album Na Uy (VG-lista)                   | 12              |
| Album Tây Ban Nha (PROMUSICAE)           | 3               |
| Album Thụy Điển (Sverigetopplistan)      | 4               |
| Album Thụy Sĩ (Schweizer Hitparade)      | 2               |
| Album Anh Quốc (OCC)                     | 6               |
| Album Hoa Kỳ Billboard 200               | 2               |
| Hoa Kỳ New Age Albums (Billboard)        | 1               |

| Bảng xếp hạng (2000)                | Vị trí |
| ----------------------------------- | ------ |
| Album Úc (ARIA)                     | 66     |
| Album Bỉ (Ultratop Wallonia)        | 71     |
| Album Canada (Nielsen SoundScan)    | 90     |
| Album Hà Lan (Album Top 100)        | 82     |
| Album Ý (FIMI)                      | 27     |
| Album Hàn Quốc Quốc tế (RIAK)       | 48     |
| Album Tây Ban Nha (PROMUSICAE)      | 33     |
| Album Thụy Điển (Sverigetopplistan) | 30     |
| Album Thụy Sĩ (Schweizer Hitparade) | 91     |

| Bảng xếp hạng (2001)                | Vị trí |
| ----------------------------------- | ------ |
| Album Úc (ARIA)                     | 62     |
| Album Áo (Ö3 Austria)               | 4      |
| Album Bỉ (Ultratop Flanders)        | 52     |
| Album Bỉ (Ultratop Wallonia)        | 31     |
| Album Canada (Nielsen SoundScan)    | 2      |
| Album Đan Mạch (Hitlisten)          | 62     |
| Album Hà Lan (Album Top 100)        | 11     |
| Album Châu Âu (Music & Media)       | 6      |
| Album Đức (Offizielle Top 100)      | 5      |
| Album Nhật Bản (Oricon)             | 62     |
| Album Thụy Sĩ (Schweizer Hitparade) | 6      |
| Album Anh Quốc (OCC)                | 139    |
| Hoa Kỳ Billboard 200                | 8      |
| Hoa Kỳ New Age Albums (Billboard)   | 1      |
| Album Toàn cầu (IFPI)               | 5      |
| Bảng xếp hạng (2002)                | Vị trí |
| Album Áo (Ö3 Austria)               | 36     |
| Album Canada (Nielsen SoundScan)    | 46     |
| Album Hà Lan (Album Top 100)        | 19     |
| Album Châu Âu (Music & Media)       | 52     |
| Album Đức (Offizielle Top 100)      | 29     |
| Album Thụy Sĩ (Schweizer Hitparade) | 66     |
| Hoa Kỳ Billboard 200                | 18     |
| Hoa Kỳ New Age Albums (Billboard)   | 1      |
| Bảng xếp hạng (2024)                | Vị trí |
| Hoa Kỳ New Age Albums (Billboard)   | 10     |

| Bảng xếp hạng (2000–2009)         | Vị trí |
| --------------------------------- | ------ |
| Album Hà Lan (MegaCharts)         | 44     |
| Hoa Kỳ Billboard 200              | 16     |
| Hoa Kỳ New Age Albums (Billboard) | 1      |

| Bảng xếp hạng             | Vị trí |
| ------------------------- | ------ |
| Hoa Kỳ Billboard 200      | 153    |
| Hoa Kỳ Billboard 200 (Nữ) | 41     |

## Chứng nhận
| Quốc gia                                                                           | Chứng nhận  | Số đơn vị/doanh số chứng nhận |
| ---------------------------------------------------------------------------------- | ----------- | ----------------------------- |
| Argentina (CAPIF)                                                                  | Vàng        | 30.000^                       |
| Úc (ARIA)                                                                          | 3× Bạch kim | 210.000^                      |
| Áo (IFPI Áo)                                                                       | Bạch kim    | 50.000*                       |
| Bỉ (BEA)                                                                           | 2× Bạch kim | 100.000*                      |
| Brasil (Pro-Música Brasil)                                                         | Vàng        | 100.000*                      |
| Canada (Music Canada)                                                              | 8× Bạch kim | 800.000^                      |
| Đan Mạch (IFPI Đan Mạch)                                                           | Bạch kim    | 50.000^                       |
| Pháp (SNEP)                                                                        | Vàng        | 100.000*                      |
| Đức (BVMI)                                                                         | 3× Bạch kim | 1.500.000^                    |
| Ý (FIMI)                                                                           | —           | 250,000                       |
| Nhật Bản (RIAJ)                                                                    | 4× Bạch kim | 800.000^                      |
| México (AMPROFON)                                                                  | Vàng        | 75.000^                       |
| Hà Lan (NVPI)                                                                      | 3× Bạch kim | 240.000^                      |
| New Zealand (RMNZ)                                                                 | Bạch kim    | 15.000^                       |
| Ba Lan (ZPAV)                                                                      | Vàng        | 50.000*                       |
| Tây Ban Nha (PROMUSICAE)                                                           | 2× Bạch kim | 200.000^                      |
| Thụy Điển (GLF)                                                                    | Bạch kim    | 80.000^                       |
| Thụy Sĩ (IFPI)                                                                     | 2× Bạch kim | 100.000^                      |
| Anh Quốc (BPI)                                                                     | 2× Bạch kim | 600.000^                      |
| Hoa Kỳ (RIAA)                                                                      | 7× Bạch kim | 7.000.000^                    |
| Tổng hợp                                                                           |             |                               |
| Châu Âu (IFPI)                                                                     | 3× Bạch kim | 3.000.000*                    |
| Toàn cầu                                                                           | —           | 16,000,000                    |
| * Chứng nhận dựa theo doanh số tiêu thụ. ^ Chứng nhận dựa theo doanh số nhập hàng. |             |                               |

## Lịch sử phát hành
| Khu vực | Ngày              | Định dạng            | Hãng đĩa    |
| ------- | ----------------- | -------------------- | ----------- |
| Châu Âu | 20 tháng 11, 2000 | CD cassette MiniDisc | WEA         |
| Hoa Kỳ  | 21 tháng 11, 2000 | CD cassette MiniDisc | Reprise     |
| Nhiều   | 16 tháng 6, 2017  | LP                   | WEA Reprise |